# Кайтаярви (озеро, Лоухский район)
Кайтаярви — пресноводное озеро на территории Кестеньгского сельского поселения Лоухского района Республики Карелии.
Находится на территории национального парка «Паанаярви».

## Общие сведения
Площадь озера — 1,2 км². Располагается на высоте 269,8 метров над уровнем моря.
Форма озера продолговатая: оно более чем на четыре километра вытянуто с запада на восток. Берега преимущественно возвышенные, скалистые.
С южной стороны в Кайтаярви впадает протока, несущая воды из озёр Селькяярви и Куйваярви. Сток из озера осуществляется из западной оконечности водоёма в реку Селькяйоки, которая впадает в озеро Паанаярви. Через Паанаярви протекает река Оланга, в свою очередь, впадающая в Пяозеро.
Ближе к восточной оконечности Кайтаярви расположены два небольших острова без названия.
Населённые пункты и автодороги вблизи водоёма отсутствуют.
Код объекта в государственном водном реестре — 02020000411102000000827.